# Wilma Mankiller
Wilma Mankiller, (Mankiller Flats, blizu Tahlequaha u Oklahomi, 18. studenog 1945. – 6. travnja 2010.), bila je prva žena-poglavica kod Cherokee-Indijanaca.
Wilma je unuka poglavice John Mankillera. Sa svojom obitelji je kao dijete preselila u Kaliforniju, gdje članovi AIM-a, među kojima i njezini Cherokee sudjeluju 1969. u okupaciji otoka Alcatraz. Godine 1974. rastavlja se od svoga prvog muža s kojime ima dvije kćerke (Gina i Felicia) i vraća se natrag u Oklahomu, gdje 1985. postaje prvi ženski poglavica oklahomskih Cherokeeja, i prva žena koja u novijoj povijesti vodi jedno pleme. Odmah sljedeće godine udaje se za svog drugog muža Charlie Soapa. Godine 1991. ponovno je izabrana na mjesto poglavice, ali se zbog zdravstvenih razloga 1995. povukla s tog položaja. Autorica je knjige Mankiller: A Chief and Her People. Dobitnica je nekoliko nagrada, a 1987. izabrana je i za ženu godine.

## Vanjske poveznice
- Wilma Mankiller former Principal Chief of the Cherokee Nation  Arhivirana inačica izvorne stranice od 5. travnja 2008. (Wayback Machine)
- Wilma Pearl Mankiller